# 大通走廊
大通走廊（Chase Promenade）的前称为「第一銀行走廊」（Bank One Promenade），它是一个于2004年7月16日开放的露天走廊，位于美國伊利諾伊州芝加哥卢普区社区范围内的千禧公園，为芝加哥第一銀行基金送给公园的礼物。走廊的面积为8英亩，是展览、庆祝及家庭活动的举行地点。大通走廊举办了2005年的「芝加哥建築之旅：建築的表面張力」（Revealing Chicago: An Aerial Portrait）摄影展览及2008年的「零点画作」（Paintings Below Zero）艺术展览。并于2009年展览了伯纳姆亭（Burnham Pavilions）。其中伯纳姆亭为芝加哥庆祝伯纳姆规划（Burnham Plan）百年纪念的活动之一。

## 细节
位于密西根湖东部和河床西边的格兰特公园从19世纪中旬开始成为芝加哥主要的公园。芝加哥的城市委员会于1997年决定在格兰特公园西北方的伊利诺伊中央铁路公司铁路站场和停车场的所在地盖千禧公园。这个新公园于2007年成为芝加哥的第二大景点，並排在海军码头后面。
走廊位于兰多夫街和门罗街之间，并分为三部分：北翼、中翼及南翼。 公众可以在一年中任何时间租用走廊，走廊长期搭建的帐篷使其容易适调各种活动。

### 过去举办的展览
芝加哥以大通走廊作为各种庆祝活动及展览的举办地点。第一个于大通长廊举行的展览为「芝加哥建築之旅：建築的表面張力」，于2005年6月至10月期间举行。这次的展览展示了一百张在2003年3月和2004年8月期间于芝加哥都会区拍摄的照片。 芝加哥摄影师特里·埃文斯（Terry Evans）说道，虽然有90%的照片都是在直升机上拍的，但是她更喜欢用热气球，可是芝加哥风大，不适合在气球上拍照。
芝加哥论坛报的艺术评论员艾伦·埃特纳（Alan G. Artner）认为波音艺廊这次给予展览的地方有点窄小。他解释这就是为什么迪苏维洛觉得大通长廊是一个更好的展览地点和他只能展示中型作品的原因。此外，他还不能从他多元化的作品中选择。
千禧公园于2008年2月1日至29日期间举办了名为「现代雕冰博物馆」（Museum of Modern Ice）的冬季庆典。其中包括了在走廊上翼展示艺术家戈登·哈洛伦（Gordon Halloran）作品的展览，此展览名为「零点画作」。其中心作品为一幅抽象主义画作，此画作被放置于四块尺寸为95英尺乘12英尺的冰板上。此外，哈洛伦也在麥考密克中心溜冰场上作画。
为了在2009年庆祝千禧公园五周年及伯纳姆规划百年纪念，公园在走廊的南北翼搭建了两个临时的亭子。这两个由扎哈·哈迪德（Zaha Hadid）和本·范·贝克尔（Ben van Berkel）设计的亭子概括了伯纳姆规划中重要的资讯，以及其对芝加哥的重大意义。并于2009年6月19日至10月期间展示了出来。